# 帕默 (堪薩斯州)
帕默（英語：Palmer）是一個位於美國堪薩斯州華盛頓縣的城市。

## 地方資料
根據2020年美國人口普查的數據，帕默的面積為0.81平方千米，當中陸地面積為0.80平方千米，而水域面積為0.01平方千米。當地共有人口125人，而人口密度為每平方千米154.32人。